# 4105 Tsia
4105 Tsia је астероид главног астероидног појаса са средњом удаљеношћу од Сунца која износи 2,701 астрономских јединица (АЈ).
Апсолутна магнитуда астероида је 12,3.